# Conrad Sutter
Conrad Sutter (* 19. September 1856 in Karlsruhe; † 22. Oktober 1927 in Bethel bei Bielefeld) war ein deutscher Architekt und Grafiker.

## Leben
Nach einem Studium der Architektur an der Technischen Hochschule Karlsruhe übersiedelte Sutter 1885 nach Mainz, wo sein Hauptinteresse der Stadtplanung, konkret der Anbindung von Alt- und Neustadt im Rheinuferbereich galt. Er gehörte der Kommission an, die sich für die Erhaltung des Kurfürstlichen Schlosses einsetzte. Im Architektenwettbewerb für einen Bebauungsplan für den Bereich zwischen Schloss und der neuen Christuskirche belegte er mit seinem Entwurf nach Friedrich Pützer den 2. Platz, wobei er mit Blick auf die Kuppel der Christuskirche eine ineinandergreifende, sich schrittweise verengende Folge von Platzräumen vorsah. Für die Christuskirche selbst war er mit dem Vorschlag zur Errichtung eines Campanile aufgetreten, um deren städtebauliche Wirkung zu erhöhen. 1888/1895 publizierte Sutter sein Thurmbuch.
An der Mathildenhöhe in Darmstadt errichtete er für die Hessische Landesausstellung für freie und angewandte Kunst Darmstadt 1908 das Haus Sutter einschließlich der Inneneinrichtung. Das Gebäude wurde wegen Sutters eigenwilliger Planung, die starke Anklänge an den traditionalistischen Stil und wenig Jugendstilelemente aufwies, gegen den Protest der Jury unter eigener künstlerischer Verantwortung des Architekten ausgestellt. Als Wohnort gab er zu diesem Zeitpunkt Schloss Lichtenberg im Odenwald an. 
Während des Ersten Weltkriegs war Sutter 1916 an der Westfront als Kriegsmaler tätig und veröffentlichte 1918 seine bedeutendsten Arbeiten unter dem Titel Radierungen vom westlichen Kriegsschauplatz.

## Schriften
- Thurmbuch. Thurmformen aller Stile und Länder. Ernst Wasmuth, Berlin 1888+1895. [110 Tafeln im Format Folio mit ganzseitigen Abbildungen] (Download; Reprint in der Reihe „Klassiker der Technik“: VDI-Verlag, Düsseldorf 1987, ISBN 3-18-400787-1.)
- Gutenberg-Feier Mainz 1900. Offizielle Darstellung des historischen Festzuges nach den Original-Entwürfen von Conrad Sutter. L. Wilckens, Mainz 1900.
- (als Herausgeber): Hessische Landesausstellung für Freie und Angewandte Kunst Darmstadt 1908. Illustrierter Sonderkatalog. Darmstadt 1908. (Download)